# 贝通 (萨尔特省)
贝通（法語：Béthon，法語發音：[betɔ̃]）是法国萨尔特省的一个市镇，属于马梅尔斯区。

## 地理
贝通（48°21'38"N, 0°5'18"E）面积3.85 平方千米，位于法国卢瓦尔河地区大区萨尔特省，该省份为法国西北部内陆省份，北起顺时针与奥恩省、厄尔-卢瓦省、卢瓦-谢尔省、安德尔-卢瓦尔省、曼恩-卢瓦尔省和马耶讷省接壤，是法国大西部的入口，连接卢瓦尔河谷、布列塔尼和巴黎盆地。
与贝通接壤的市镇（或旧市镇、城区）包括：尚弗勒尔、谢里赛。

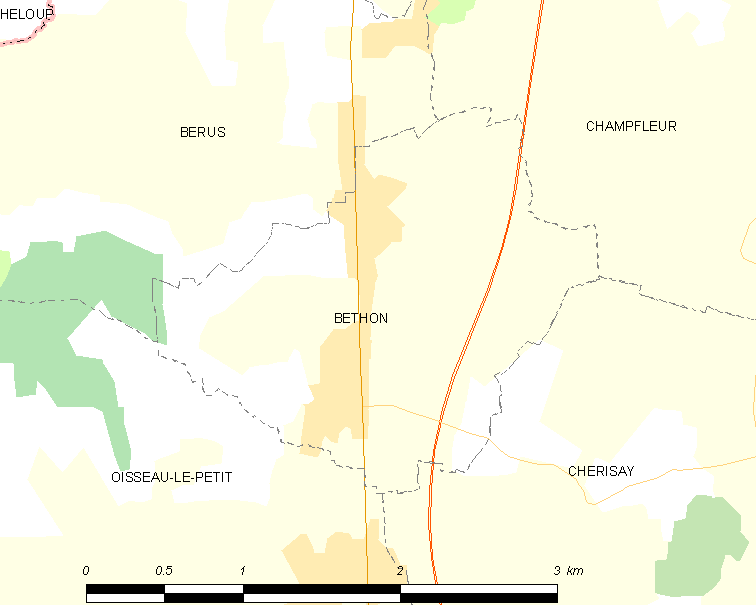
的OSM定位图

贝通的时区为UTC+01:00、UTC+02:00（夏令时）。

## 行政
贝通的邮政编码为72610，INSEE市镇编码为72036。

## 政治
贝通所属的省级选区为锡耶勒纪尧姆县。

## 人口

1962-2008年间人口变化图示

贝通于2022年1月1日时的人口数量为306人。